# James Worrall
Pour les articles homonymes, voir Worrall.
James Worrall (23 juin 1914-9 octobre 2011) est un avocat, athlète et administrateur sportif canadien. Il est président du Comité olympique canadien de 1961 à 1968.

## Biographie
Né à Bury dans le Grand Manchester en Angleterre, Worrall immigre à Montréal au Québec en 1922.
Il reçoit un Bachelor of Science de l'université McGill en 1935, ainsi qu'un diplôme en droit de la Osgoode Hall Law School. Il pratique ensuite le droit à Toronto.

### Athlète

Red Ensign canadien porté par James Worrall aux Jeux olympiques d'été de 1936

Durant la cérémonie d'ouverture des Jeux olympiques d'été de 1936 de Berlin, Worrall est porteur de drapeau pour le Canada.
Il complète la compétition de 110 mètres haies et 400 mètres haies masculin, mais est éliminé dès le premier tour.
Précédemment, lors des Jeux de l'Empire britannique de 1934 de Londres, il remporte la médaille d'argent lors de la compétition de 120 yards haies. Il termine aussi quatrième lors de l'épreuve de 440 yards haies.

### Administrateur sportif
Après sa vie sportive, il se tourne vers l'administration à travers le mouvement olympique. De 1961 à 1968, il est président du Comité olympique canadien. Il obtient également un poste de membre au sein du Comité international olympique qu'il occupe de 1967 à 1989.
Il est aussi membre du conseil des directeurs pour l'organisation des Jeux olympiques d'été de 1976 de Montréal et des Jeux olympiques d'hiver de 1988 de Calgary,.

### Dernières années
En juillet 2009, il devient le second athlète canadien le plus âgé encore en vie. Il obtient la première place à la suite du décès de Marjory Saunders en novembre 2010.
Worrall meurt à Toronto en octobre 2011 à l'âge de 97 an.

## Honneurs
Wright est récompensé de:
- Officier de l'Ordre du Canada en 1976
- Intronisation au Panthéon des sports canadiens en 1987
- Membre honoraire du Comité international Olympique en 1989
- Intronisation au Panthéon olympique en 1991
- Intronisation au Panthéon sportifs de l'université McGill 1998